# Аз, проклетникът 3
Аз, проклетникът 3 (на английски: Despicable Me 3) е американски 3D филм, компютърна анимация, комедия, продуциран от Illumination Entertainment и разпространен от Universal Pictures през 2017 г. Това е третата част от филмовата поредица Аз, проклетникът, както и продължението на Аз, проклетникът 2 (2013 г.). Озвучен е с гласовете на Стийв Карел, Кристен Уиг и Трей Паркър.
Премиерата на филма е на 14 юни 2017 г. на Международния филмов фестивал за анимация Анеси, и след това, пуснат в САЩ на 30 юни 2017 г.

## Синхронен дублаж
| Персонаж          | Английски език | Български език    |
| ----------------- | --- | ----------------- |
| Гру               | Стийв Карел | Стоян Алексиев    |
| Дру               | Стийв Карел | Стоян Алексиев    |
| Луси Уайлд        | Кристен Уиг | Гергана Стоянова  |
| Балтазар Брат     | Трей Паркър | Петър Калчев      |
| Миньони           | Пиер Кофен |                   |
| Марго             | Миранда Косгроув | Малена Шишкова    |
| Едит              | Дейна Гейър | Ирена Велчева     |
| Агнес             | Нев Шарел | Радина Стоянова   |
| Фриц              | Стийв Куган | Петър Върбанов    |
| Майката на Гру    | Джули Андрюс |                   |
| Валери Да Винчи   | Джени Слейт | Албена Михова     |
| Сайлъс Рамсботъм  | Стийв Куган | Николай Пърлев    |
| Роботът Клайв     | Анди Наймън | Румен Угрински    |
| Нико              | Адриян Чистако | Павел Петков      |
| ТВ водещ          | Майкъл Бийти | Александър Кадиев |
| Диктор на реклама | Брайън Ти Дилейни | Константин Лунгов |
| Други гласове     | Лори Алън Стефани Де Мютис Карлос Алазраки Боб Бъргън Джес Харнел Грег Бъргър Кайл Балда Джон Касир Мона Маршъл Тереза Ганзел Джон Сайгън Минди Стърлинг Лорейн Нюман Джан Рабсън Бил Фармър Тара Стронг Джим Уорд Матю Ууд | Георги Стоянов    |

| Обработка              | Александра Аудио |
| ---------------------- | ---------------- |
| Изпълнителен продуцент | Васил Новаков    |